# Meganyctycia fansipana
Meganyctycia fansipana är en fjärilsart som beskrevs av Ronkay, Hreblay och Peregovits. Meganyctycia fansipana ingår i släktet Meganyctycia och familjen nattflyn. Inga underarter finns listade i Catalogue of Life.